# Cartimandua
Cartimandua (auch Cartismandua) war Königin der Briganten im nördlichen England (heutiges Yorkshire) zu Beginn der römischen Herrschaft über Britannien. Ihr Name bedeutet etwa „geschmeidiges Pferd“. Sie herrschte über die Briganten bis 69 n. Chr.

## Leben
Die Briganten waren unter Cartimandua die bedeutendste Konföderation von britischen Stämmen im ersten Jahrhundert n. Chr. und besiedelten fast den gesamten Norden des heutigen England. Ihr Reich grenzte im Süden an das römische Britannien und im Norden an das heutige Schottland. Wahrscheinlich fiel Cartimandua der Thron durch Erbrecht zu und nicht durch Heirat. Das Datum ihrer Thronbesteigung ist zwar nicht überliefert, doch war diese wahrscheinlich schon vor der römischen Eroberung von Süd- und Mittelengland unter Kaiser Claudius 43 n. Chr. erfolgt: Cartimandua dürfte zu den elf „Königen“ gehört haben, die sich laut dem Triumphbogen des Claudius kampflos ergaben. Andernfalls wird sie nach der Niederschlagung des Aufstandes einer Fraktion innerhalb der Briganten durch den römischen Statthalter Britanniens, Publius Ostorius Scapula, 48 n. Chr. an die Regierung gekommen sein. Wegen der Verschiedenheit der Teilvölker der Briganten und der Größe ihres Territoriums dürfte es für sie schwierig gewesen sein, das gesamte Reich unter Kontrolle halten zu können. Ihre Hauptstadt – wenn es überhaupt nur eine einzige gab – wurde früher z. B. in York oder Aldborough angesiedelt, scheint aber nach neueren archäologischen Befunden am ehesten in Stanwick in North Yorkshire zu lokalisieren zu sein.
Praktisch alle Details aus Cartimanduas Leben sind nur durch die Schriften des römischen Historikers Publius Cornelius Tacitus bekannt, der etwa 50 Jahre nach ihrer Regierung schrieb und sie mit seinen Vorurteilen aus männlicher und römischer Sicht charakterisierte. Sie war eine von mehreren germanischen und britischen Fürstinnen, die den römischen Geschichtsschreiber interessierten.
Alle bekannten Regierungshandlungen der Cartimandua zeigen ihre romtreue Haltung. Nach Tacitus war sie auch auf römische Unterstützung zur Sicherung ihrer Herrschaft angewiesen. Zuerst wird sie 51 n. Chr. erwähnt, als sie den bei ihr Zuflucht suchenden Silurerfürsten Caratacus, der jahrelang das Zentrum des britischen Widerstandes gegen die römischen Invasoren gebildet hatte, an ebendiese in Ketten auslieferte. Obwohl man sie, wenn es sich wirklich so zugetragen hätte, des Verrats bezichtigen kann, mutet es doch seltsam an, dass sich Caratacus ausgerechnet die romtreue Brigantenkönigin als Beschützerin vor den Römern ausgesucht hätte. Vielleicht kam er zu Cartimandua, damit sie seine Unterwerfung verhandelte. In Rom wurde er, womöglich auf Vermittlung Cartimanduas, jedenfalls nicht allzu hart bestraft. Durch die Auslieferung des Caratacus war ihr die Gunst seitens Roms sicher. Als dessen Verbündete muss sie das römische Bürgerrecht erhalten haben, wenn sie es nicht schon geerbt hatte. Sollte sie es von Kaiser Claudius erhalten haben, war ihr voller Name Claudia Cartimandua; wenn sie es von einem früheren Kaiser (direkt oder indirekt) verliehen bekommen hatte, dann hieß sie Julia Cartimandua; doch ist keiner dieser Beinamen schriftlich bezeugt.
Über das weitere Leben der Brigantenkönigin informieren nur zwei Tacitusstellen. Die Stelle in den Annalen behandelt das Jahr 57 n. Chr., jene in den Historien 69 n. Chr. Da beide Passagen gewisse Ähnlichkeiten aufweisen, wollten manche Forscher in der Bemerkung in den Annalen eine Doublette zu jener in den Historien erkennen. Doch ist man im Allgemeinen wohl richtigerweise der Ansicht, dass es sich tatsächlich um zwei verschiedene Ereignisse in den genannten Jahren handelt.
Der Gemahl der Cartimandua hieß Venutius, der wahrscheinlich aus einem bedeutenden Teilstamm des Brigantenbundes stammte und wie seine Gattin lange Zeit ein Verbündeter der Römer war. Aber unter Aulus Didius Gallus, der 52–57 n. Chr. römischer Statthalter von Britannien war, brach ein Ehestreit aus, der sich unter den Briganten rasch ausweitete. Cartimandua nahm durch schlaue Intrigen den Bruder und andere Verwandte des Venutius gefangen; dies führte zum Bürgerkrieg. Offenbar fiel Venutius mit seinen Truppen von außerhalb in das Reich seiner Gattin ein; dies spricht dafür, dass er der Anführer eines Teilstamms der Briganten war. Mit römischer Unterstützung durch eine Legion des Caesius Nasica konnte Cartimandua jedoch nach hartem Kampf ihren Gatten besiegen, der nun romfeindlich wurde. Tacitus behauptet, dass die Anhänger des Venutius angeblich die Herrschaft einer Frau ablehnten.
In seinen Historien porträtiert Tacitus nun Cartimandua noch unvorteilhafter. Er erzählt, dass der wachsende Reichtum, der sich wegen der Auslieferung des Caratacus einstellte, Cartimandua zunehmend verdarb. Sie nahm sich, angeblich aus purer Wollust, Vellocatus, den ehemaligen Waffenträger des Venutius, zum neuen Gemahl und Mitregenten. Dies war laut Tacitus ein moralisches Verbrechen, das ihre Herrschaft erschütterte. Als die Römer sich 69 n. Chr. im Vierkaiserjahr durch ihren Bürgerkrieg selbst aufrieben, sah Venutius die Gelegenheit gekommen, an seiner Exgattin Rache zu nehmen. Wieder griff er ihr Reich an, wobei er durch einen Aufstand der Briganten Unterstützung fand. Cartimandua geriet in äußerste Bedrängnis. Der römische Statthalter Vettius Bolanus konnte ihr nur einige Kohorten zu Hilfe schicken, die sie zwar in Sicherheit brachten, aber das Brigantenreich dem Venutius überlassen mussten.
Neben den persönlichen Motiven, die Tacitus der Cartimandua unterstellt, dürften für ihre Scheidung und Wiederverheiratung auch politische maßgebend gewesen sein. Im römischen Verständnis assoziierte man Sklaven oder zumindest arme Männer mit Waffenträgern. Für eine hochstehende Römerin wäre es in der Tat moralisch verwerflich gewesen, wenn sie ihren Gatten zugunsten eines Sklaven verstoßen hätte. Allerdings ist die soziale Stellung eines Waffenträgers bei den Briganten nicht bekannt; Vellocatus wird kaum einer armen Unterschicht angehört haben. Und Wollust und Grausamkeit unterstellt Tacitus fast generell mächtigen Frauen. Dass die Briganten eine Frauenherrschaft ablehnten, dürfte auch eher die Gefühle des Autors gegenüber weiblichen Angehörigen des römischen Kaiserhauses reflektieren als wirkliche Vorbehalte dieses keltischen Volkes. Immerhin war eine Frau, Boudicca, Anführerin des großen Aufstands der Britonen gegen die Römer, und an verschiedenen Stellen sagt Tacitus, dass die Britonen genauso Männer wie Frauen als Anführer im Krieg akzeptierten.
Das weitere Schicksal der Cartimandua ist unbekannt. Einige Historiker vermuten nach einer fragmentarischen Inschrift aus Chester, die eine Frau zu erwähnen scheint, dass sie dort ihren Lebensabend verbrachte. Genauso gut könnte sie aber auch im Exil in Italien gelebt haben. Als ehemalige Klientelkönigin erhielt sie wohl eine herausragende Behandlung.

## Nachleben in der englischen Literatur
In den Triaden, einer mittelalterlichen walisischen Gedichtsammlung, wird Cartimandua in den Sagenkreis um Artus aufgenommen und mit einer Aregwedd Foeddawg identifiziert, einer hinterlistigen, mit den Römern verbündeten Verräterin. Im „Buik of the Croniclis of Scotland“ (1535), das Tacitus als Quelle anführt, wird sie als böse Frau dargestellt, die Caratacus an die Römer verkauft. Nach dem Aufstand ihres Gatten Venutius kerkert sie ihn und seine Familie ein; nach seiner Befreiung lässt er sie verbrennen. Ihre Söhne spielen in der Tragödie „Caratacus“ von William Mason (1759) die Hauptrolle.